# Street Fighter II V
Street Fighter II V (ストリートファイターII V?, Sutorīto Faitā Tsū Bui), pronunciato "two vee", è un anime basato sul gioco di combattimento Street Fighter II diretto da Gisaburo Sugii. La serie fece il suo primo approdo nelle tv giapponesi nel 1995 sul canale YTV; in seguito si diffuse in tutto il mondo arrivando anche in Italia distribuito dalla Dynamic Italia.

## Trama
La storia inizia con una riunione di due vecchi amici: Ryu, di origine giapponese e Ken di ricche origini americane: i due si incontrano perché Ken aveva nostalgia del suo vecchio amico, e lo ha avvisato inviandogli una lettera.
Per festeggiare l'incontro decidono di lottare con alcuni frequentatori di un bar. Qui si trovano dei marine, che vengono sconfitti in pochi secondi, ma in loro difesa interviene il sergente Guile, che sconfigge i due amici impartendo loro una lezione che non scorderanno facilmente.
Da qui i protagonisti della serie decidono di allenarsi insieme: viaggeranno per il mondo e conosceranno la loro futura amica Chun-Li, e avranno occasione di combattere con numerosi avversari fino a quando Shadaloo, l'organizzazione criminale guidata dal perfido generale M. Bison, farà la sua comparsa.

## Personaggi

### Personaggi principali
- Ryu, voce originale di Kōji Tsujitani, voce italiana di Andrea Ward

Ama combattere: in seguito imparerà una tecnica che utilizza l'energia corporea, chiamata Ki, dallo stregone indiano Dhalsim, per poi poterla utilizzare esplodendola contro l'avversario. Si differenzia dal se stesso videoludico perché non indossa l'hachimaki ed i suoi capelli sono tirati in su, inoltre ha un'indole che si presta più facilmente al combattimento, mentre nel videogioco è un personaggio più mite e sempre in costante allenamento per migliorarsi.
- Ken, voce originale di Kenji Haga, voce italiana di Vittorio Guerrieri

Amico di Ryu, viaggerà assieme a lui e Chun-Li per tutta la storia. Durante un viaggio in Spagna, i tre avranno modo di vedere Vega, grande torero, in uno spettacolo memorabile. In seguito, un toro riesce a fuggire dai recinti, minacciando la vita di due bambini che non sono riusciti a scappare: Ken uccide il toro con la sua forza. Vega decide di sfidare il ragazzo con un pretesto di una festa, a cui parteciperà anche M. Bison. Nella prima versione dell'anime, il duello tra Vega e Ken è stato pesantemente censurato, ma in seguito, trasmesso su MTV, le censure sono state rimosse. In seguito Ken sarà oggetto di ricatto per M. Bison, essendo figlio di una famiglia di ultra miliardari.
- Chun-Li, voce originale di Chisa Yokoyama, voce italiana di Stella Musy

Accompagna i protagonisti in quasi tutti gli episodi. Fa la sua prima comparsa come guida turistica a Hong Kong, ma in seguito rivelerà ai due di essere figlia di un poliziotto dell'Interpool. Dalla metà della serie, dopo numerose violenze fisiche da parte di Bison ed alcune torture mentali, sarà sottoposta al suo volere grazie ad un chip impiantatole sulla fronte, inventato dai suoi scienziati. In seguito la ragazza verrà liberata dal controllo mentale  grazie alle tecniche speciali di Ryu e Ken.
- Guile, voce originale di Tesshō Genda, voce italiana di Angelo Maggi

Guile è un sergente che viene chiamato in causa dal padre di Ken Masters, per affrontare con il suo inseparabile compagno Nash la Shadowlaw. In seguito, Guile combatterà contro Zangief, uscendo vincitore. Nash, suo migliore amico, sarà però ucciso dal temibile generale M. Bison: Guile cercherà di vendicarlo, ma Bison è troppo forte e potente anche per lui. Nell'ultimo episodio, Guile combatterà contro Chun-Li, perché quest'ultima è oppressa dal potere mentale di Bison.

### Antagonisti
- M. Bison, voce originale di Kenji Utsumi, voce italiana di Romano Malaspina

Capo della potente organizzazione criminale Shadaloo, ha un corpo massiccio e le sue facoltà mentali sono incredibilmente potenti: nascono dall'immenso odio che scorre nelle sue vene (come dice nell'anime), queste facoltà spesso sono più forti della sua volontà, facendogli perdere il controllo e rendendolo mitomane, feroce, crudele, spietato, arrogante, isterico e violento. Quando avviene, mostra una ferocia incredibile verso chiunque: persino Chun-Li, molto piccola fisicamente, subirà violenze tremende da parte di Bison in preda al delirio psichico. Nell'ultima puntata dell'anime verrà sconfitto dall'Hadouken di Ryu, ma tutto lascia intendere che non muoia ma che venga risucchiato in una dimensione parallela (annunciando probabilmente la presenza di una seconda serie, mai realizzata). Si sa poco dei suoi malefici piani: l'unica testimonianza del progetto la dà prima del combattimento finale, riferendo che i suoi piani di distruzione sono soltanto un modo per migliorare il mondo e far ripristinare l'equilibrio naturale del pianeta Terra.
- Zangief, voce originale di Yasuo Tanaka, voce italiana di Giuliano Santi

Zangief è uno degli uomini migliori di M. Bison e viene dall'Unione Sovietica, benché nel gioco faccia parte della fazione opposta alla Shadaloo.
- Vega, voce originale di Kaneto Shiozawa, voce italiana di Roberto Pedicini

Aristocratico torero spagnolo col pallino di organizzare incontri in gabbia per gente molto ricca, che assiste ai suoi duelli in maschera. Uomo sadico assetato di sangue, non è ossessionato dalla bellezza come nella sua versione per videogioco, mostra ugualmente una rabbia violenta nel caso gli si venga danneggiata la faccia. Infatuato di Chun Li, irrompe nel suo albergo durante una notte per darle una strana droga che induce la ragazza in stato di trance. Sfida poi Ken in un combattimento mortale nella gabbia senza regole, venendo sconfitto.
- Cammy , voce originale di Yōko Sasaki, voce italiana di Claudia Catani

Cammy White è un'agente del MI6, riveste il ruolo di un'assassina a pagamento. Particolare è il rituale che compie ogni volta che sta per uccidere una persona: bacia una croce che porta sempre con sé. Cercherà di uccidere il padre di Chun-Li e per poco non vi riesce: in seguito combatterà contro Fei Long, in difesa del maestro dai suoi attacchi.
- Balrog, voce originale di Tomomichi Nishimura, voce italiana di Diego Reggente

A differenza del videogioco, Barlog nell'anime ricopre la carriera di spia della Shadaloo nell'Interpool invece di svolgere l'attività di guardia del corpo di M. Bison.
- Sagat, voce originale di Banjō Ginga, voce italiana di Paolo Buglioni

Indiscusso campione di Muay Thai, Sagat ha vinto ogni incontro contro tutti gli avversari. Un giorno però, non volendo perdere un incontro per la Ashura, Sagat fu colto con della droga in casa sua. In realtà fu messa dagli sgherri della Ashura quando lui non era lì. Sagat finì in prigione, e ben presto divenne un uomo rispettato lì, ma perse tutto il suo onore da lottatore. In seguito anche Ryu ci finisce, per lo stesso motivo, sempre per colpa degli sgherri della Ashura. In seguito, i due otterranno il rispetto reciproco e diventeranno amici e rivali. Dopo la decaduta della Ashura, la polizia proverà l'innocenza di Sagat e lo scarcererà. A differenza del videogioco, Sagat ha una rivalità amica dei confronti di Ryu, inoltre la sua pelle è più scura, non ha né la cicatrice sul petto, né la benda su un occhio.

### Personaggi secondari
- Fei Long, voce originale di Kazuki Yao, voce italiana di Fabrizio Manfredi

Uno dei migliori studenti di Dow Lai, il padre di Chun-li. Decide di entrare nel mondo del cinema, ma perderà la fiducia perché voglioso di "veri combattimenti per veri film". Ken Masters, durante la visita ad Hong-Kong con Chun-li come guida, lo sfida e prende il posto della controfigura. Il tutto si risolve con un duello violento, che distrugge anche opere pubbliche. In seguito, dopo il tentato omicidio di Cammy verso il suo maestro, rimarrà da lui a prendersene cura. L'assassina, Cammy, ritorna e tenta di nuovo di uccidere Dow Lai, ma Fei-Long la ferma e le chiede perché. Venendo a sapere di essere stata tratta in inganno, perché informata che Dow Lai fosse un narcotrafficante e non un poliziotto dell'Interpool, Cammy rivela a Fei-Long ed alla polizia che Balrog le ha detto tutto ciò. Non finirà in prigione.
- Charlie, voce originale di Ryōichi Tanaka, voce italiana di Fabrizio Pucci

Amico di Guile, lo aiuta nella missione di salvataggio richiesta dalla famiglia Masters. Le sue numerose abilità saranno utili al fine della missione ma, scoperto da M. Bison, verrà ucciso. Il suo aspetto è fortemente ispirato (pressoché identico) all'attore francese Jean Reno nei suoi anni giovani.
- Dow Lai, voce originale di Rokurō Naya, voce italiana di Piero Tiberi

Padre di Chun-li, è il vicepresidente della anti-narcotici ad Hong Kong, e fa parte dell'Interpool. Sa bene dei rischi che corre, ma non ha mai avuto grandi problemi. La sua casa è situata al piano superiore di un tempio, dove allena sua figlia Chun-li e giovani alla ricerca della forza fisica e spirituale. Dopo esser riuscito ad arrestare una banda di narcotrafficanti, chiamata Ashura, Dow Lai viene chiamato dall'Interpool per una conferenza a Barcellona. Durante la residenza a Barcellona, dorai viene quasi ucciso da Cammy: fortunatamente entra solo in coma, anche se in gravi condizioni. A differenza del gioco, Dow Lai sopravvive.
- Dhalsim, voce originale di Shōzō Iizuka, voce italiana di Raffaele Uzzi

Monaco che vive in un remoto villaggio in India. Egli è un professionista di yoga che possiede molte abilità psichiche ed è in grado di vedere il futuro, al punto in cui è stato in grado di prevedere l'eventuale arrivo di Ryu e Ken prima di giungere da lui. Inizialmente restio ad insegnare la tecnica dell'Hado ai due ragazzi, ci ripensa poi dopo che questi aiutano l'asceta a liberare il villaggio da un gruppo di malviventi.
- Akuma, voce originale di Tessho Genda, voce italiana di Francesco Pannofino

Un demone della lotta. E il fratello minore di Gouken, maestro di Ryu e Ken e a differenza sua ha abbracciato anche il lato proibito delle arti marziali per diventare più forte. È in grado di usare ogni tecnica, anche quelle più nascoste. Nonostante sia un demone non è malvagio e vuole solo cercare un degno sfidante.

## Episodi
| Nº | Titolo italiano Giapponese 「Kanji」 - Rōmaji | In onda           | In onda |
| Nº | Titolo italiano Giapponese 「Kanji」 - Rōmaji | Giapponese        |         |
| 1  | Amici fraterni 「旅立ち サンフランシスコからの招待状」 - Tabidachi San Furanshisuko Kara no Jōtaijō | 10 aprile 1995    |         |
| 1  | Ryu si sta allenando in Giappone quando riceve una lettera dal suo amico Ken Masters, col quale da bambino ha appreso i primi rudimenti della lotta. Ken gli chiede di raggiungerlo a San Francisco, e una volta ritrovatolo, lo porta in un pub in serata, dove scatena una rissa con alcuni militari. Terminato lo scontro, arriva un nuovo avversario. |                   |         |
| 2  | Il sapore della sconfitta 「空軍の王者 炸裂、脅威のミリタリーコンバット」 - Kūgun no Ōja Sakuretsu, Kyōi no Miritarī Konbatto | 17 aprile 1995    |         |
| 2  | Ryu e Ken vengono sconfitti dal sergente Guile, conoscendo l'amaro sapore della sconfitta. I due amici, partono per il mondo alla ricerca dei degni avversari come lui, per poter migliorare. |                   |         |
| 3  | Il castello dei nove draghi 「香港上陸 潜入、魔闘窟への挑戦状」 - Honkon Jōriku Sen'nyū, Matoukayura e no Chōsen-jō | 24 aprile 1995    |         |
| 3  | Ryu e Ken approdano ad Hong Kong e vengono accompagnati dall'affascinante Chun-Li per un giro turistico in elicottero della città. Giungono così al castello dei nove draghi, dove ogni sera si disputano sanguinosi incontri di arti marziali. Ryu sale sul ring e batte tutti gli avversari, scatenando le ire del boss mafioso locale, che ordina l'eliminazione dei tre ragazzi. La situazione sembra precipitare, e l'unica via di salvezza, è la fuga. |                   |         |
| 4  | I serpenti volanti 「暗黒の九龍城 無法地帯、命がけの大脱出」 - Ankoku no Kyūryūjō Muhō Chitai, Inochigake no dai Dasshutsu | 1º maggio 1995    |         |
| 4  | Inseguiti da tutte le band del quartiere, Ryu, Ken e Chun-Li arrivano a pochi metri dalla salvezza, e quando tutto sembra perduto, ci pensa Dow-Lai, agente dell'Interpol e padre della ragazza, a salvare la situazione. |                   |         |
| 5  | L'impetuoso Fei Long 「飛龍熱血! 激写、スーパーバトルアクションムービー」 - Hiryū Nekketsu! Gekisha, Sūpā Batoru Akushon Mūbī | 8 maggio 1995     |         |
| 5  | Allievo prediletto di Dow Lai, Fei Long decide di diventare attore di film sulle arti marziali. Desideroso di dare realismo il più possibile ai suoi film, si sfiducia per via della poco credibilità delle sue comparse. Ken si offre a tale scopo e lo scontro tra i due va al di là del fine cinematografico, danneggiando anche alcune opere pubbliche. |                   |         |
| 6  | La medicina dell'anima 「秘伝見参! 漲る気、波動の覚醒」 - Hiden Kenzan! Minagiruki, Hadō no Kakusei | 22 maggio 1995    |         |
| 6  | Mentre Ken e Chun-Li sono impegnati a fare shopping al centro commerciale, Ryu conosce uno strano e bizzarro saggio capace di controllare l'energia dello spirito. Secondo questo anziano maestro, anche Ryu possiede tale facoltà, ma non se ne rende ancora conto. |                   |         |
| 7  | Guerra al narcotraffico 「阿修羅の報復 襲いかかるムエタイの刺客」 - Ashura no Hōfuku Osoikakaru Muetai no Shikaku | 5 giugno 1995     |         |
| 7  | Dow Lai sequestra un ingente carico di droga ad un gruppo di narcotrafficanti, che per vendicarsi cercano di rapire sua figlia Chun-Li. Ryu e Ken glielo impediscono, e il gruppo criminale si vede costretto ad attaccare Dow Lai direttamente a casa sua, ma vengono messi in fuga da Fei Long. |                   |         |
| 8  | La trappola 「罠、牢獄、真実の叫び 誇り高きリュウ」 - Wana, Rōgoku, Shinjitsu no Sakebi Hokori Takaki Ryū | 12 giugno 1995    |         |
| 8  | Ryu e Ken giungono in Thailandia per apprendere la tecnica del Muay Thai. Appena arrivati in aeroporto, Ryu viene arrestato con l'accusa di detenzione di oppio, e rinchiuso in carcere. Qui è costretto a subire ogni tipo di umiliazioni, mentre Ken si muove alla ricerca di prove che discolpino l'amico. |                   |         |
| 9  | Scontro in carcere 「ムエタイの巨星 壮絶、獄中戦交響曲」 - Muetai no Kyosei Sōzetsu, Gokuchū-sen Kōkyōkyoku | 19 giugno 1995    |         |
| 9  | Nell'inferno di un penitenziario thailandese, Ryu incontra Sagat, noto campione di Muay Thai. I due si sfidano ad un duello ed ognuno di loro si rende conto dell'abilità dell'altro, finendo di fare amicizia. Entrambi sono in carcere per colpa dell'Ashura. Ken nel frattempo, pur rischiando la vita, riesce a dimostrare l'innocenza di Ryu e a liberarlo. |                   |         |
| 10 | Preludio alle tenebre 「暗黒の予兆 ベールに包まれた真の君臨者」 - Ankoku no Yochō Bēru ni Tsutsuma Reta Shin no Kunrinsha | 26 giugno 1995    |         |
| 10 | Per dimostrare la propria innocenza Ryu si introduce all'interno della base dell'Ashura, rendendo inoffensiva tutta la banda. Arrivano poi Dow Lai e la polizia thailandese, e scattano automaticamente le manette. Ken e Ryu infine, si recano all'uscita del penitenziario per salutare Sagat, che viene scarcerato a seguito dell'arresto dei narcotrafficanti dell'Ashura e dichiarato innocente. Partono poi su consiglio di quest ultimo per l'India, ad apprendere i segreti dell'Hadouken. |                   |         |
| 11 | L'arrivo delle belve 「野獣来訪 聖なる荒法師、若武者への忠告」 - Yajū Raihō Seinaru Arahōshi, Wakamusha e no Chūkoku | 3 luglio 1995     |         |
| 11 | Giunti in India Ryu e Ken incontrano Dhalsim, l'asceta che potrebbe insegnare loro come controllare l'Hadouken, ma non vengono ritenuti degni di apprendere. Restano nel villaggio conquistandosi l'affetto di tutti, bambini in particolare. Dhalsim mostra loro il tempio scavato nella roccia, avvisando loro di non entrare per nessun motivo. |                   |         |
| 12 | Lotta allo specchio 「赤白の闘神 幻の真剣勝負」 - Akashiro no Tōshin Maboroshi no Shinken Shōbu | 10 luglio 1995    |         |
| 12 | Un gruppo di malviventi tengono sotto sequestro gli abitanti del villaggio costringendo Ryu e Ken ad entrare nel tempio di pietra infestato da malefici demoni e potersi impossessare del tesoro custodito al suo interno. Gli scontri si rivelano un buon allenamento, e riusciti nell'impresa liberano insieme a Dhalsim gli ostaggi. |                   |         |
| 13 | La leggenda dell'Hadouken 「森羅万象の気 波動拳伝説」 - Shinrabanshō no Ki Hadō Ken Densetsu | 17 luglio 1995    |         |
| 13 | Dhalsim mostra a Ken e Ryu la tecnica dell'Hadouken. L'energia liberata dall'asceta risveglia in Ryu un'immensa potenzialità latente, e grazie ad un'immensa respirazione Ryu riesce a mantenere il controllo anche se non in modo ancora completo. Salutati Dhalsim e gli altri abitanti del villaggio, i due amici volano in Spagna per ritrovare Chun-Li. |                   |         |
| 14 | Lame insanguinate 「血に飢えた麗人 バルログ」 - Chi ni Ueta Reijin Baru Rogu | 24 luglio 1995    |         |
| 14 | Ryu e Ken giungono in Spagna ed insieme a Chun-Li fanno la conoscenza di Vega, un affascinante torero. Stregato dalla bellezza della ragazza, Vega offre come premio l'orecchio del toro appena abbattuto. Nella notte, una misteriosa figura si intrufola nella stanza della ragazza per rubarle un bacio. |                   |         |
| 15 | Sfida mortale 「両雄激突 プライドと命とシンデレラを賭けた死闘」 - Ryōyū Gekitotsu Puraido to Inochi to Shinderera o Kaketa Shitō | 31 luglio 1995    |         |
| 15 | Ken riceve un misterioso invito ad una cerimonia e vi accetta, accompagnato dalla bella Chun-Li. Ryu nel frattempo si reca in una spiaggia per migliorare la tecnica dell'Hadouken, mentre al raduno internazionale dell'Interpool, si scopre che dietro l'Ashura si cela un'organizzazione criminale molto più potente di essa, la Shadaloo, il cui capo è il malvagio M. Bison. |                   |         |
| 16 | Sete di conquista 「ベールをぬいだ君臨者 暴走を始めた恐るべき征服欲」 - Bēru o Nuida Kunrinsha Bōsō o Hajimeta Osorubeki Seifuku Yoku | 7 agosto 1995     |         |
| 16 | Per liberare il cuore della dolce Chun-Li rapito da Vega, Ken accetta di affrontare il principe dell'arena in un combattimento pieno di spettatori mascherati. Nel frattempo Ryu migliora sempre di più il suo Hadouken, mentre Ken utilizza lo Shoryuken contro Vega. |                   |         |
| 17 | Progetto di morte 「戦慄、暴君の司令 忍び寄る策謀、迫り来る危機」 - Senritsu, Bōkun no Shirei Shinobiyoru Sakubō, Semari Kuru Kiki | 14 agosto 1995    |         |
| 17 | Ken sferra lo Shoryuken e ha la meglio sugli artigli mortali di Vega. Chun-Li corre tra le braccia dell'amico e finisce nelle mani di Bison. Cammy riceve la missione da Balrog, spia della Shadaloo infiltrata nell'Interpool, di eliminare Dow Lai. Ken intanto viene ridotto all'impotenza dai malvagi scagnozzi di Bison: Zangief, Vega, Cammy e Balrog. |                   |         |
| 18 | Bellezza assassina 「美しき暗殺者 緑色の瞳、十字架の恐怖」 - Utsukushiki Asashin Midoriiro no Hitomi, Jūjika no Kyōfu | 21 agosto 1995    |         |
| 18 | Chun-Li attacca Bison nel tentativo di difendere se stessa e Ken. Questo scatena i poteri psichici dello spietato leader di Shadaloo, che in seguito si mette in contatto col padre di Ken stabilendo un miliardo di dollari come riscatto per suo figlio. Intanto gli occhi verdi di Cammy brillano fissi su Dow Lai nell'oscurità. |                   |         |
| 19 | Missione speciale 「鉄人への特命 救出の空に発つ最強の助っ人」 - Tetsujin e no Tokumei Kyūshutsu no Sora ni Tatsu Saikyō no Suketto | 28 agosto 1995    |         |
| 19 | Cammy aggredisce Dow Lai portando a termine la missione affidatagli da Balrog, riducendolo in fin di vita. Il padre di Ken si affida a Charlie e Guile per riportare suo figlio a casa, mentre Bison ordina a Zangief di catturare Ryu, sfinito sulla spiaggia dopo i tanti tentativi per migliorare la sua tecnica Hadouken, nella sua base. |                   |         |
| 20 | Il terrificante potere di Bison 「秘められた爆発力 渾身に満ちるとてつもないパワー」 - Hime Rareta Bakuhatsu-ryoku Konshin ni Michiru Totetsumonai Pawā | 4 settembre 1995  |         |
| 20 | Charlie e Guile si dirigono a Barcellona per recuperare Ken e riportarlo da suo padre. Bison sfida Ryu con lo scopo di svelare le sue vere potenzialità. La forza psichica e l'Hadouken si scontrano, causando l'esplosione dell'energia vitale, ma è il capo della Shadaloo ad uscire vincitore dal duello. |                   |         |
| 21 | Il cyber chip 「服従への強制 サイバーチップ、脳支配への挑戦」 - Fukujū e no Kyōsei Saibāchippu, nō Shihai e no Chōsen | 11 settembre 1995 |         |
| 21 | Fei Long arriva a Barcellona e apprende dalla televisione che il suo maestro Dow Lai è in fin di vita. Nel frattempo Charlie e Guile scoprono dove si trova l'isola segreta ove è situato la base operativa della Shadaloo. Li Bison sta per iniettare un cyberchip sulla fronte di Ryu gli che consentirà di controllare la volontà del ragazzo. |                   |         |
| 22 | Il risveglio dell'Hadouken 「昇龍、空へ 怒りの絶頂、目覚める波動」 - Shō Ryū, Sora e Ikari no Zetchō, Mezameru Hadō | 18 settembre 1995 |         |
| 22 | Ken riesce a controllare anche lui l'Hadouken come fa Ryu, e liberatosi dalle catene che lo imprigionavano, corre a salvare l'amico dal chip che lo rende schiavo di Bison. Charlie e Guile intanto decidono di fare irruzione nella base operativa di Shadaloo. |                   |         |
| 23 | Uno sguardo di ghiaccio 「凍りついた眼光 悪魔に魅入られた勇者」 - Kōritsuita Gankō Akuma ni Miira Reta Yūsha | 16 ottobre 1995   |         |
| 23 | Quando l'aquila manda raggi psichici al cyberchip di Ryu, gli occhi del ragazzo brillano sinistramente, Fei Long scopre che il suo maestro è ancora vivo, e Ken, introdottosi dentro la fortezza di Bison, ritrova Chun-Li. |                   |         |
| 24 | Incontro con l'incubo 「悪夢の再会 悲痛の呼び掛け、閉ざされた意識」 - Akumu no Saikai Hitsū no Yobikake, Tozasareta Ishiki | 23 ottobre 1995   |         |
| 24 | Ken ritrova Ryu e Chun-Li, ma i suoi amici non lo riconoscono. Il cyberchip installato sulle loro fronti li obbliga ad obbedienza assoluta alla Shadaloo. Nel frattempo, Guile e Charlie si dividono per trovare i tre ragazzi. |                   |         |
| 25 | Le tre battaglie del destino 「死闘 <第一章> 壮絶、トリプルバトルコマンド」 - Shitō <Daiisshō> Sōzetsu, Toripuru Batoru Komando | 30 ottobre 1995   |         |
| 25 | Penetrato nella fortezza del malvagio Bison, Guile trova Zangief sulla sua strada. All'ospedale Cammy torna nella stanza ove giace Dow Lai in coma, per ucciderlo, ma Fei Long le si para davanti. Ken non riesce a disattivare il chip che tiene Ryu sotto il controllo di Bison. |                   |         |
| 26 | Il dramma di due amici 「死闘 <第二章> 力尽きゆく親友の断末魔」 - Shitō <Dainishō> Chikaratsuki Yuku Shin'yū no Danmatsuma | 6 novembre 1995   |         |
| 26 | Guile ha la meglio su Zangief, mentre continua il combattimento tra Cammy e Fei Long senza esclusione di colpi, Charlie trova Bison ma viene ucciso dal suo potere psichico. |                   |         |
| 27 | Il vero potere dell'Hadouken 「死闘 <第三章> 臨界点、激突する波動エネルギーの極限」 - Shitō <Daisanshō> Rinkai-ten, Gekitotsu Suru Hadō Enerugī no Kyokugen | 13 novembre 1995  |         |
| 27 | Guile versa lacrime di dolore per la morte dell'amico Charlie, e preso dalla collera si scaglia contro Bison, ma finisce sconfitto dalla sua forza psichica. Cammy scopre di essere stata ingannata e rinuncia ai propositi di uccidere Balrog per consegnarlo alla polizia. Le due forze dell'Hadouken da parte Ryu e Ken, si scontrano. |                   |         |
| 28 | La scelta di Bison 「死闘 <第四章> 君臨者ベガ、その圧倒的破壊力」 - Shitō <Daiyonshō> Kunrinsha Bega, Sono Attōteki Hakai-ryoku | 20 novembre 1995  |         |
| 28 | La tremenda potenza scatenata tra l'Hadouken e lo Shoryuken libera Ryu dal cyberchip, e i due ragazzi possono così affrontare Bison insieme. L'incredibile potere della testa d'aquila teletrasportano Guile e Chun-Li che è ancora sotto il controllo del cyberchip, fuori dalla fortezza, che viene scossa da una serie di esplosioni. |                   |         |
| 29 | Combattimento finale 「死闘完結 全身全霊をかけたファイナルバトル」 - Shitō Kanketsu Zenshin Zenrei o Kaketa Fainaru Batoru | 27 novembre 1995  |         |
| 29 | Teletrasportati in un'altra dimensione dal potere della testa d'aquila, Ryu e Ken affrontano Bison e riescono a tenergli testa, ma sembra che nulla possono contro la mossa migliore, lo Psycho Crusher. Ken si sacrifica col suo Shoryuken per salvare l'amico che rischia di essere travolto dalla tecnica mortale di Bison. Nello scontro le energie delle due tecniche si scontrano, e annullano il cyberchip ancora impiantato sulla fronte della povera Chun-Li. Ryu infine riesce a sconfiggere il perfido Bison grazie all'Hadouken e terminato lo scontro, decide di andare in giro per il mondo alla ricerca di nuovi combattenti da poter fronteggiare. |                   |         |

## Sigle

### Giapponesi
Sigle iniziali
1. Kaze fuiteru (風 吹いてる?) di Yuki Kuroda (ep. 1-19)
2. Ima, ashita no tame ni (今、明日のために?) di Shūji Honda (ep. 20-29)

Sigle finali
1. cry (cry?) di Yuki Kuroda (ep. 1-19)
2. LONELY BABY (LONELY BABY?) di Shūji Honda (ep. 20-29)

### Italiane
Sigla iniziale
1. Tra cielo e terra dei Dhamm

Sigla finale
1. E pace sarà dei Dhamm

### Inglese
Nella trasmissione dell'anime negli Stati Uniti d'America ed in Australia a cura della Manga/Animaze venne usato un tema musicale composto da Mike Egan solo strumentale e senza titolo. Quando il titolo è stato riproposto dalla ADV Films sono state reintegrate le sigle originali giapponesi.

## Manga
La storia del manga presenta diverse differenze dall'anime. Particolarmente surreali i colpi mortali che subiscono alcuni personaggi, senza tuttavia morire. In Italia è stato pubblicato ad episodi sulla rivista Game Over.